# Francisco Puig-Espert
Francisco Puig-Espert [también Francesc Puig Espert o Francesc Puig i Espert] (Valencia, 27 de noviembre de 1892-Asnières-sur-Seine 1 de marzo de 1967) fue un profesor, político y escritor español.

## Biografía
Licenciado en Filosofía y Letras con calificación de excelente por la Universidad de Valencia, amplió después estudios en Nápoles. Trabajó como maestro en el Instituto Lluís Vives de Valencia y, junto con Luis Gonzalvo París, Nicolau Primitiu Gómez Serrano, Luis Querol y Roso y Francisco Martinez y Martínez, participó en la fundación del Laboratorio de Arqueología de la Universidad de Valencia.
En cuanto a su labor literaria, ganó varias Flores Naturales a los Juegos Florales de Valencia de 1920, 1921, 1926 y 1960. Al año siguiente de ganar su tercera flor, fue candidato a la presidencia de Lo Rat Penat, cargo que ocupó brevemente en 1927, si bien perdió poco después ante el sector más conservador. Fue presidente y vicepresidente del Centro de Cultura Valenciana hasta su clausura al acabar la Guerra Civil. Colaboró en publicaciones como Valencia (1913),  Pàtria Nova (1915), El Ninot (1923) o Taula de Lletres Valencianes (1927-30). En narrativa escribió Raça vençuda (1915), La Purissimeta  (1921) y Nits d’hivern (1919);fue autor de dos obras dramáticas Lo que ningú sabia y Pantomima (1928) y publicó poesía con frecuencia desde 1914. Escribió la letra de la canción Motiu poètic (1920) de Francesc Cuesta.
Secretario de la Juventud Nacionalista Republicana desde 1915, vinculada al Partido de Unión Republicana Autonomista, representó a dicha organización en la Fiesta de la Lengua Catalana que tuvo lugar el mismo año. Masón, con  el nombre simbólico de Ulises, fue miembro de dos importantes logias valencianas: Tygris y Patria Nueva. Estuvo afiliado al Partido Republicano Radical Socialista (PRRS) y con la proclamación de la República fue nombrado gobernador civil de Soria el 30 de diciembre de 1931, cargo que ocupó hasta el 6 de noviembre de 1932. Todavía como miembro del PRRS, fue gobernador civil de Palencia, y formando parte de Izquierda Republicana, lo fue de Burgos de febrero a julio de 1936.
Con el fallido golpe de Estado que dio lugar a la Guerra Civil regresó a Valencia, donde ocupó varios puestos de responsabilidad allí y en Elche. Durante su tiempo en Valencia al declararse la guerra fue inspector general de Enseñanza. En 1937-39 fue destinado a Elche donde trabajó como profesor de Geografía e Historia y director del centro de Secundaria de la ciudad. Al borde del fin del conflicto, cuando las tropas franquistas habían ocupado ya la ciudad de Elche, logró salir y marchar al exilió en Francia, donde fue lector de español en el Liceo Chaptal de París.
En 1948, el Tribunal Especial para la Represión de la Masonería y el Comunismo (TERMC) le abrió expediente de depuración que se cerró sin causa poco después. No obstante, al constar que había entrado a España (Valencia) en 1959, el expediente fue reabierto pero la brevedad de su estancia (tan solo unos días) impidió que llegara a ser detenido. Falleció en el exilio francés, en el distrito de Nanterre, en 1967.